# Identificação amigo-inimigo

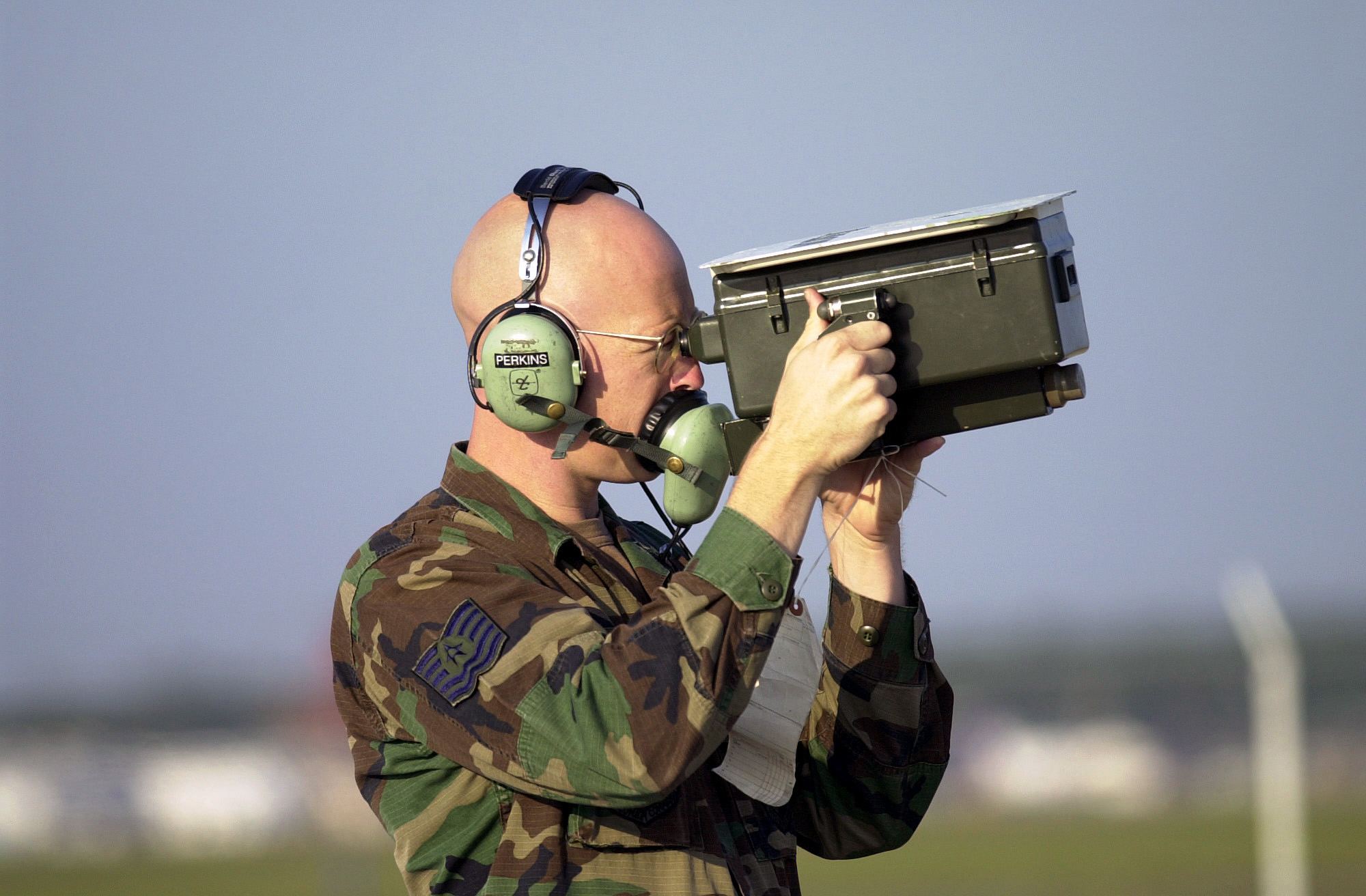
Um conjunto de teste IFF usado por um sargento técnico de aviônica da Força Aérea dos Estados Unidos para testar transponders em aeronaves

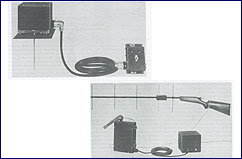
Kit modelo XAE IFF, o primeiro sistema IFF de reconhecimento de rádio nos EUA

Identificação amigo-inimigo (em inglês:  identification, friend or foe) (IFF) é um sistema de identificação projetado para comando e controle. Ele usa um transponder que ouve um sinal de interrogação e, em seguida, envia uma resposta que identifica a emissora. Os sistemas IFF geralmente usam frequências de radar, mas outras frequências eletromagnéticas, rádio ou infravermelho, podem ser usadas. Ele permite que sistemas de interrogatório de controle de tráfego aéreo militar e civil identifiquem aeronaves, veículos ou forças como amigáveis e determinem seu rumo e alcance a partir do interrogador. O IFF é usado por aeronaves militares e civis. O IFF foi desenvolvido pela primeira vez durante Segunda Guerra Mundial, com a chegada do radar, e vários incidentes de fogo amigo.
O IFF só pode identificar positivamente aeronaves amigas ou outras forças. Se uma interrogação IFF não receber resposta ou uma resposta inválida, o objeto não é identificado positivamente como inimigo; as forças amigas podem não responder adequadamente ao IFF por vários motivos, como mau funcionamento do equipamento, e as partes na área não envolvidas no combate, como aviões civis, não serão equipadas com o IFF.
O IFF é uma ferramenta dentro da ação militar mais ampla de Identificação de Combate (em inglês:  Combat Identification) (CID), a caracterização de objetos detectados no campo de combate com precisão suficiente para subsidiar decisões operacionais. A caracterização mais ampla é a de amigo, inimigo, neutro ou desconhecido. O CID não só pode reduzir os incidentes de fogo amigo, mas também contribui para a tomada de decisão tática geral.

## Sistemas do início do século XXI

### OTAN
Os Estados Unidos e outros países da OTAN começaram a usar um sistema chamado Mark XII no final do século XX; A Grã-Bretanha não havia até então implementado um sistema IFF compatível com esse padrão, mas desenvolveu um programa para um sistema compatível conhecido como sucessor IFF (SIFF).

## Modos
- Modo 1 – apenas militar; fornece "código de missão" octal de 2 dígitos (6 bits) que identifica o tipo de aeronave ou missão.[9]
- Modo 2 – apenas militar; fornece código de unidade octal de 4 dígitos (12 bits) ou número de cauda.[10]
- Mode 3/A – militar/civil; fornece um código de identificação octal de 4 dígitos (12 bits) para a aeronave, atribuído pelo controlador de tráfego aéreo. Comumente referido como um código squawk.[9]
- Modo 4 – apenas militar; fornece uma resposta de 3 pulsos, o atraso é baseado no desafio criptografado.[9]
- Modo 5 – apenas militar; fornece uma versão criptográficamente segura da posição GPS Modo S e ADS-B.[9]

Notas
- Os modos 4 e 5 são designados para uso pelas forças da OTAN.